# Glycksjön
Glycksjön är en sjö i Melleruds kommun i Dalsland och ingår i Göta älvs huvudavrinningsområde. Sjön har en area på 0,395 kvadratkilometer och ligger 67,6 meter över havet.

## Delavrinningsområde
Glycksjön ingår i det delavrinningsområde (653048-130432) som SMHI kallar för Utloppet av Glycksjön. Medelhöjden är 86 meter över havet och ytan är 4,38 kvadratkilometer. Det finns inga avrinningsområden uppströms utan avrinningsområdet är högsta punkten. Vattendraget som avvattnar avrinningsområdet har biflödesordning 3, vilket innebär att vattnet flödar genom totalt 3 vattendrag innan det når havet efter 172 kilometer. Avrinningsområdet består mestadels av skog (83 procent). Avrinningsområdet har 0,7 kvadratkilometer vattenytor vilket ger det en sjöprocent på 16 procent.